# Потез XI
Потез XI (фр. Potez XI) је ловац-извиђач направљен у Француској. Авион је први пут полетео 1922. године. 

Највећа брзина авиона при хоризонталном лету је износила 220 km/h.
Распон крила авиона је био 12,70 метара, а дужина трупа 9,08 метара.

## Наоружање
| Наоружање авиона: Потез        |     |
| Ватрено (стрељачко) наоружање  |     |
| Топ                            |     |
| Митраљез                       |     |
| Број и ознака митраљеза        | 4   |
| Калибар                        | 7,7 |
| Бомбардерско наоружање (бомбе) |     |
| Ракетно наоружање (ракете)     |     |